# Férfi trap az 1900. évi nyári olimpiai játékokon
A traplövészet egy az öt közül amit az 1900. évi nyári olimpiai játékok, sportlövészet versenyei alatt megrendeztek Párizsban. 1900. július 15. és 17. között rendezték meg. 31 versenyző, 4 nemzetből indult.

## Érmesek
| Arany                                   | Ezüst                            | Bronz                                    |
| Roger de Barbarin · Franciaország (FRA) | René Guyot · Franciaország (FRA) | Justinien de Clary · Franciaország (FRA) |

## Végeredmény
Minden versenyzőnek 20 célpontja volt, egy találat, egy pontot jelentett
| Helyezés | Versenyző                | Eredmény   |
| -------- | ------------------------ | ---------- |
| 1        | Roger de Barbarin (FRA)  | 17         |
| 2        | René Guyot (FRA)         | 17         |
| 3        | Justinien de Clary (FRA) | 17         |
| 4        | César de Bettex (FRA)    | 16         |
| 5        | Hilaret (FRA)            | 15         |
| 6        | Edouard Geynet (FRA)     | 13         |
| 7        | Jules Charpentier (FRA)  | 12         |
| 7        | de Joubert (FRA)         | 12         |
| 7        | Joseph Labbé (FRA)       | 12         |
| 7        | Sidney Merlin (GBR)      | 12         |
| 7        | André de Schonen (FRA)   | 12         |
| 7        | Sion (FRA)               | 12         |
| 13       | Amédée Aubry (FRA)       | 11         |
| 13       | Gheorghe Plagino (ROU)   | 11         |
| 15       | Boucquet (FRA)           | Ismeretlen |
| 16       | Léon Moreaux (FRA)       | Ismeretlen |
| 17       | Reverdin (FRA)           | Ismeretlen |
| 18       | Jacques Nivière (FRA)    | Ismeretlen |
| 19       | Gaston Legrand (FRA)     | Ismeretlen |
| 20       | Ador (FRA)               | Ismeretlen |
| 21       | Mercier (FRA)            | Ismeretlen |
| 22       | Roger Nivière (FRA)      | Ismeretlen |
| 23       | de Montholon (FRA)       | Ismeretlen |
| 24       | de Saint-James (FRA)     | Ismeretlen |
| 25       | Soucaret (FRA)           | Ismeretlen |
| 26       | Pierre Perrier (FRA)     | Ismeretlen |
| 27       | G. Brosselin (FRA)       | Ismeretlen |
| 28       | A. Darnis (FRA)          | Ismeretlen |
| 29       | N. Guyot (FRA)           | Ismeretlen |
| 30       | Pourchainaux (FRA)       | Ismeretlen |
| 31       | Anjou (FRA)              | Ismeretlen |